# Guillermo Álvarez Castro
Guillermo Álvarez Castro (Montevideo, 21 de septiembre de 1949) es un escritor uruguayo.

## Biografía
Hijo de una chilena y un uruguayo, nació en Montevideo por circunstancias familiares, pero toda su primera infancia transcurrió en Estación Parque del Plata (Canelones). 
Su obra es prácticamente desconocida fuera del Uruguay, si bien una de su novelas (“Celebración”, publicada por Alfaguara en el año 2005) ha sido considerada por algunos críticos como una de las mejores publicadas en el país durante los últimos 20 años.
Trabajó como periodista en la páginas culturales del Semanario Zeta y ha coordinado los siguientes talleres de escritura creativa: Taller Experimental de Narrativa en la Casa de la Cultura Zelmar Michelini, módulo Novela en el Centro de Escritura Creativa, auspiciado por Unión Latina en el Centro Cultural Lapido y, actualmente, el suyo propio.

## Obra
- Los disfraces menos comunes (cuentos), Edición de autor, 1977.
- Canción de Severino (novela) Editorial: Feria Nacional de Libros y Grabados, 1985.
- Este paquete contiene un gato muerto (novela), Editorial Arca, 1991.
- Aquino (novela), Editorial Arca, 1993, reeditada por el sello Punto de Lectura de Editorial Santillana en 2007.
- Celebración (novela), Editorial Alfaguara, 2005, ISBN 9974-95-049-X, reeditada por Alter Ediciones en 2022, ISBN: 978-9915-9514-0-09
- El oficio de narrar (un cuento y una entrevista), Editorial Alfaguara, 2008. ISBN 978-9974-95-248-5
- Estrellas de cine (cuentos), Ediciones de la Banda Oriental, 2008, ISBN: 978-9974-1-0533-1
- Exposición múltiple (un cuento), Alter Ediciones, 2015, ISBN:978-9974-8486-2-7
- El Faro de Arena - Muestra de Literatura Uruguaya Contemporánea, Casa de Uruguay en Barcelona, Editorial Pensódromo 21, 2018.
- 25/40 Narradores de la Banda Oriental, 2018, ISBN: 978-9974-1-1068-7
- Amparo y el galope de los caballos muertos (novela), Editorial Alfaguara, 2019, ISBN: 978-9974-899-82-7
- Pequeña música nocturna (cuentos), Ediciones de la Banda Oriental, 2022, ISBN: 978-9974-1-1252-0

## Premios
- 1983: su obra Caja de Lectura (narrativa, fotografía y dibujo) fue premiada con un Asterisco Plateado en la Primera Bienal Uruguaya de Expresión Plástica.
- 1985: Canción de Severino recibió el primer premio en el concurso de narrativa de la 26ª Feria Nacional de Libros y Grabados y el segundo de la categoría en los Premios Nacionales Anuales de Literatura del Ministerio de Educación Cultura.
- 2006: Celebración integró la terna en la Categoría Ficción  para el Premio Bartolomé Hidalgo en 2006 y obtuvo el Primer Premio (compartido) en los Premios Nacionales Anuales de Literatura del Ministerio de Educación Cultura.
- 2008: Estrellas de Cine y otros cuentos  consiguió el Gran Premio Medalla Morosoli de Oro, Premio Nacional de Narrativa “Narradores de la Banda Oriental”, convocado por la Fundación “Lolita Rubial” y la Intendencia Municipal de Lavalleja en acuerdo con Ediciones de la Banda Oriental.
- 2019: Premio Morosoli, Letras, Narrativa, por el conjunto de su obra.
- 2021: Pequeña música nocturna, consiguió el Gran Premio Medalla Morosoli de Oro, Premio Nacional de Narrativa "Narradores de la Banda Oriental", convocado por la fundación "Lolita Rubial" y la Intendencia Municipal de Lavalleja en acuerdo con Ediciones de la Banda Oriental con el apoyo de la Biblioteca Nacional y el Instituto de Letras del MEC. Mención en los Premios Anuales de Literatura del Ministerio de Educación y Cultura 2023.